# Synarmadillo madagascariensis
Synarmadillo madagascariensis är en kräftdjursart som beskrevs av Dollfus 1895B. Synarmadillo madagascariensis ingår i släktet Synarmadillo och familjen Armadillidae. Inga underarter finns listade i Catalogue of Life.